# Yibuti en los Juegos Paralímpicos de Londres 2012
Yibuti estuvo representado en los Juegos Paralímpicos de Londres 2012 por un deportista masculino. El equipo paralímpico yibutiano no obtuvo ninguna medalla en estos Juegos.